# Interstate 695 (District de Columbia)
Pour les articles homonymes, voir Interstate 695.
L'Interstate 695 (I-695) est une autoroute auxiliaire de deux miles (3,2 km) à Washington DC. Elle est également connue comme la Southeast Freeway. Elle relie l'échangeur de l'I-395 au sud du Capitole et à l'intersection avec l'I-295 / DC 295, à l'est.

## Description du tracé

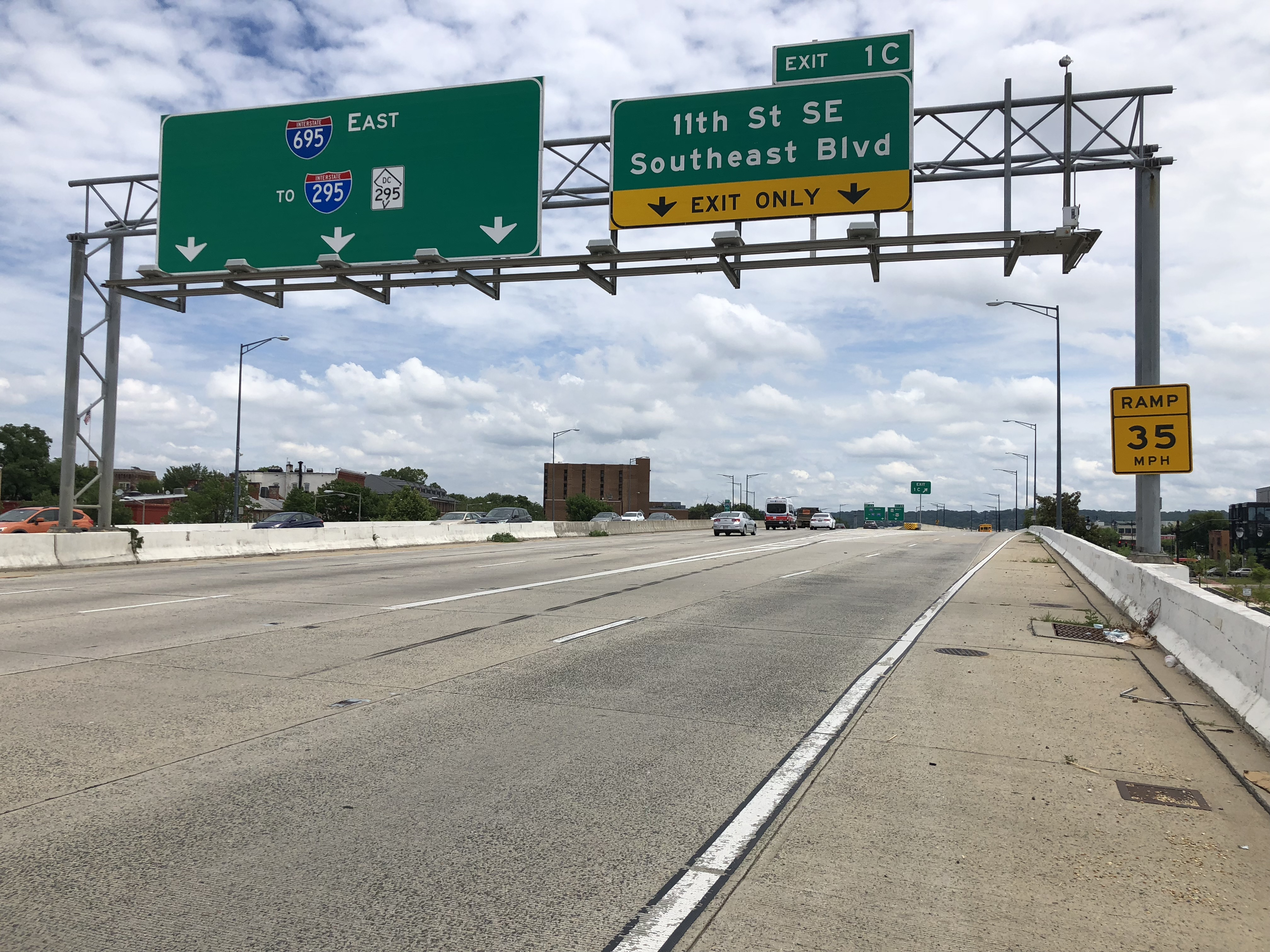
I-695 est à la sortie 1C.

L'I-695 débute à un échangeur avec l'I-395, passant dans les zones populeuses de Washington DC. La route croise South Capitol Street et continue vers l'est en passant au-dessus de 6th Street Southeast. L'autoroute poursuit son trajet vers l'est et traverse la rivière Anacostia. Elle se termine à la jonction avec l'I-295 / DC 295.

## Liste des sorties
| Interstate 695       |                                                       |      |      |                     |                                       |                                                                                              |
| District             | Emplacement                                           | mi   | km   | Sortie              | Intersections / Destinations          | Notes                                                                                        |
| District de Columbia | Limite Southwest Federal Center– Southwest Waterfront | 0,00 | 0,00 |                     | I-395 nord (3rd Street Tunnel)        | Sortie 7 de l'I-395; future I-195                                                            |
| District de Columbia | Limite Southwest Federal Center– Southwest Waterfront | 0,00 | 0,00 | —                   | D Street SW                           | Sortie direction ouest, entrée direction est                                                 |
| District de Columbia | Limite Southwest Federal Center– Southwest Waterfront | 0,00 | 0,00 | —                   | I-395 sud – Richmond                  | Sortie direction ouest, entrée direction est; sortie 5 de l'I-395 nord                       |
| District de Columbia | Limite Southwest Federal Center– Southwest Waterfront | 0,30 | 0,48 | 1A                  | South Capitol Street – Nationals Park | Sortie direction est, entrée direction ouest                                                 |
| District de Columbia | Limite Capitol Hill– Navy Yard                        | 0,90 | 1,45 | 1B                  | 6th Street SE                         | Sortie direction est, entrée direction ouest                                                 |
| District de Columbia | Limite Capitol Hill– Navy Yard                        |      |      | 1C                  | Vers I-395 nord – Baltimore           | Sortie direction ouest, entrée direction est                                                 |
| District de Columbia | Limite Capitol Hill– Navy Yard                        | 1,50 | 2,41 | 1C                  | 11th Street SE / Southeast Boulevard  | Sortie direction est, entrée direction ouest                                                 |
| District de Columbia | Limite Capitol Hill– Navy Yard                        | 1,60 | 2,57 | 1D                  | 8th Street SE                         | Sortie direction ouest, entrée direction est                                                 |
| District de Columbia | Navy Yard                                             | 1,80 | 2,90 | 2                   | M Street SE – Navy Yard               | Sortie direction ouest, entrée direction est                                                 |
| District de Columbia | Anacostia                                             | 1,90 | 3,06 | Pont de 11th Street | Pont de 11th Street                   | Pont de 11th Street                                                                          |
| District de Columbia | Fairlawn                                              | 2,00 | 3,22 | 2A                  | I-295 sud vers I-95 / I-495           | Sortie direction est, entrée direction ouest; terminus nord de l'I-295; sortie 5A de l'I-295 |
| District de Columbia | Fairlawn                                              | 2,00 | 3,22 | 2B                  | DC 295 (en) nord vers US 50           |                                                                                              |
| - Accès incomplet    |                                                       |      |      |                     |                                       |                                                                                              |